# Supercoppa LNP 2021
La Supercoppa LNP 2021, denominata Supercoppa LNP Old Wild West 2021 per ragioni di sponsorizzazione, è stata la 6ª edizione della Supercoppa LNP. 

## Formula
La manifestazione vede la partecipazione delle 28 squadre iscritte al Campionato di  Serie A2 2021-2022, divise in 7 gironi da 4 squadre, incontrandosi nella fase di qualificazione in tre gare di solo andata. Le 7 vincenti dei rispettivi giorni più la squadra organizzatrice delle finali, partecipano alle Final Eight.

## Squadre partecipanti
- Amici Pall. Udinese
- Pall. Biella
- Pall. Cantù
- Orlandina
- Benedetto XIV Cento
- Chieti 1974
- San Giobbe Chiusi
- Eurobasket Roma
- Janus Fabriano
- Pall. Forlì 2.015
- Monferrato Basket
- Kleb Ferrara
- Latina Basket
- Mantova
- Bakery Piacenza
- Pistoia Basket
- G.M. OrziBasket
- Nardò Basket
- San Severo
- Scafati Basket
- Stella Azzurra
- Basket Torino
- Pall. Trapani
- Blu Treviglio
- U.C.C. Piacenza
- Urania Milano
- Scaligera Verona

## Fase a gironi

### Girone Blu
| Pos | Squadra           | G | V | P | PF  | PS  | DP  | Pt | Qualificazione |
| --- | ----------------- | - | - | - | --- | --- | --- | -- | -------------- |
| 1   | Monferrato Basket | 3 | 3 | 0 | 232 | 215 | +17 | 6  | Qualificata    |
| 2   | Urania Milano     | 3 | 2 | 1 | 237 | 230 | +7  | 4  |                |
| 3   | Basket Torino     | 3 | 1 | 2 | 216 | 218 | −2  | 2  |                |
| 4   | Pall. Biella      | 3 | 0 | 3 | 199 | 221 | −22 | 0  |                |

#### Calendario
| Arbitri: | Mattia Martellosio (Buccinasco) Marco Barbiero (Milano) Giulio Giovannetti (Rivoli) |

|                                            |            |                                   |
| Infante 13 Bertetti 11 Soviero, Vincini 10 | Punti      | 16 Valentini 15 Williams 14 Sarto |
| Soviero 5                                  | Assist     | 6 Valentini                       |
| Vincini 8                                  | Rimbalzi   | 7 Sarto                           |
| Andrea Zanchi                              | Allenatori | Andrea Valentini                  |

| Arbitri: | Marco Rudellat (Nuoro) Alberto Morassutti (Sassari) Massimiliano Spessot (Romans d'Isonzo) |

|                               |            |                                        |
| Piunti 20 Montano 18 Bossi 14 | Punti      | 15 Alibegović 14 Landi, Scott 10 Zugno |
| Montano 7                     | Assist     | 4 Alibegović, Zugno                    |
| Paci 9                        | Rimbalzi   | 9 Scott                                |
| Davide Villa                  | Allenatori | Edoardo Casalone                       |

| Arbitri: | Daniele Foti (Vittuone) Andrea Chersicla (Oggiono) Matteo Lucotti (Binasco) |

|                                   |            |                               |
| Scott 14 Alibegović 13 Toscano 12 | Punti      | 18 Davis 9 Pollone 7 Bertetti |
| Landi 3                           | Assist     | 5 Bertetti                    |
| Scott 8                           | Rimbalzi   | 9 Davis                       |
| Edoardo Casalone                  | Allenatori | Andrea Zanchi                 |

| Arbitri: | Paolo Puccini (Genova) Alessandro Costa (Livorno) Marco Marzulli (Pisa) |

|                                   |            |                             |
| Williams 14 Valentini 13 Okeke 11 | Punti      | 30 Thomas 10 Bossi 9 Piunti |
| Williams 3                        | Assist     | 2 Bossi, Cipolla            |
| Martinoni, Okeke 7                | Rimbalzi   | 6 Paci                      |
| Andrea Valentini                  | Allenatori | Davide Villa                |

| Arbitri: | Mattia Martellosio (Buccinasco) Pasquale Pecorella (Trani) Lorenzo Grazia (Bergamo) |

|                               |            |                                           |
| Thomas 30 Montano 14 Bossi 13 | Punti      | 17 Davis 15 Pollone, Porfilio 10 Bertetti |
| Bossi 9                       | Assist     | 6 Bertetti, Pollone                       |
| Walley 10                     | Rimbalzi   | 9 Pollone                                 |
| Davide Villa                  | Allenatori | Andrea Zanchi                             |

| Arbitri: | Roberto Radaelli (Rho) Marco Barbiero (Milano) Giulio Giovannetti (Rivoli) |

|                              |            |                                             |
| Scott 22 Zugno 14 De Vico 12 | Punti      | 24 Sarto 16 Williams 11 F. Valentini, Okeke |
| Scott 3                      | Assist     | 4 L. Valentini, Williams                    |
| Scott 12                     | Rimbalzi   | 11 Okeke                                    |
| Edoardo Casalone             | Allenatori | Andrea Valentini                            |

### Girone Giallo
| Pos | Squadra         | G | V | P | PF  | PS  | DP  | Pt | Qualificazione |
| --- | --------------- | - | - | - | --- | --- | --- | -- | -------------- |
| 1   | Blu Treviglio   | 3 | 3 | 0 | 231 | 195 | +36 | 6  | Qualificata    |
| 2   | Pall. Cantù     | 3 | 2 | 1 | 221 | 200 | +21 | 4  |                |
| 3   | Bakery Piacenza | 3 | 1 | 2 | 203 | 212 | −9  | 2  |                |
| 4   | U.C.C. Piacenza | 3 | 0 | 3 | 188 | 212 | −24 | 0  |                |

#### Calendario
| Arbitri: | Francesco Terranova (Ferrara) Paolo Puccini (Genova) Edoardo Ugolini (Forlì) |

|                                         |            |                                          |
| Gajić 15 Guariglia, Pascolo 10 Cesana 8 | Punti      | 19 Bonacini, Morse 15 Raivio 9 Lucarelli |
| Querci, Sabatini 3                      | Assist     | 4 Raivio                                 |
| Guariglia, Pascolo 8                    | Rimbalzi   | 10 Raivio                                |
| Stefano Salieri                         | Allenatori | Federico Campanella                      |

| Arbitri: | Daniele Alfio Foti (Vittuone) Alberto Perocco (Ponzano Veneto) Pasquale Pecorella (Trani) |

|                                                 |            |                                                             |
| Bayehe 11 Allen, Bucarelli, Nikolić 10 Da Ros 9 | Punti      | 13 Lupusor, Potts, Reati, Sacchetti 12 Miaschi 10 Rodríguez |
| Bucarelli 5                                     | Assist     | 4 Potts, Rodríguez                                          |
| Bucarelli 7                                     | Rimbalzi   | 8 Miaschi                                                   |
| Marco Sodini                                    | Allenatori | Michele Carrea                                              |

| Arbitri: | Alessandro Tirozzi (Bologna) Alessandro Saraceni (Zola Predosa) Lorenzo Grazia (Bergamo) |

|                                |            |                                 |
| Raivio 17 Morse 16 Bonacini 11 | Punti      | 21 Nikolić 18 Johnson 13 Bayehe |
| Raivio 3                       | Assist     | 5 Bucarelli                     |
| Morse 13                       | Rimbalzi   | 8 Bayehe, Nikolić               |
| Federico Campanella            | Allenatori | Marco Sodini                    |

| Arbitri: | Roberto Radaelli (Rho) Marco Barbiero (Milano) Daniele Yang Yao (Vigasio) |

|                                     |            |                                      |
| Rodríguez 18 Miaschi 16 Langston 12 | Punti      | 10 Deri, DeVoe 9 Pascolo 7 Galmarini |
| Venuto 5                            | Assist     | 6 Sabatini                           |
| Miaschi, Sacchetti 7                | Rimbalzi   | 8 Galmarini                          |
| Michele Carrea                      | Allenatori | Stefano Salieri                      |

| Arbitri: | Gabriele Gagno (Spresiano) Chiara Maschietto (Treviso) Salvatore Nuara (Treviso) |

|                                   |            |                                |
| Miaschi 20 Lupusor 16 Langston 11 | Punti      | 18 Morse 17 Raivio 13 Bonacini |
| Rodríguez 7                       | Assist     | 5 Bonacini                     |
| Langston 9                        | Rimbalzi   | 10 Morse                       |
| Michele Carrea                    | Allenatori | Federico Campanella            |

| Arbitri: | Marco Rudellat (Nuoro) Andrea Chersicla (Oggiono) Matteo Lucotti (Binasco) |

|                                |            |                               |
| Johnson 19 Allen 16 Nikolić 14 | Punti      | 16 Gajić 12 DeVoe 9 Guariglia |
| Da Ros 9                       | Assist     | 6 Sabatini                    |
| Sergio 7                       | Rimbalzi   | 12 Pascolo                    |
| Marco Sodini                   | Allenatori | Stefano Salieri               |

### Girone Verde
| Pos | Squadra             | G | V | P | PF  | PS  | DP  | Pt | Qualificazione |
| --- | ------------------- | - | - | - | --- | --- | --- | -- | -------------- |
| 1   | Amici Pall. Udinese | 3 | 3 | 0 | 242 | 188 | +54 | 6  | Qualificata    |
| 2   | Mantova             | 3 | 1 | 2 | 205 | 246 | −41 | 2  |                |
| 3   | G.M. OrziBasket     | 3 | 1 | 2 | 232 | 261 | −29 | 2  |                |
| 4   | Scaligera Verona    | 3 | 1 | 2 | 253 | 237 | +16 | 2  |                |

#### Calendario
| Arbitri: | Gabriele Gagno (Spresiano) Daniele Yang Yao (Vigasio) Angelo Bramante (San Martino Buon Albergo) |

|                                 |            |                                      |
| Cortese 14 Saladini 12 Laganà 9 | Punti      | 15 Cappelletti 14 Giuri 10 Antonutti |
| Stojanović 5                    | Assist     | 8 Cappelletti                        |
| Cortese 6                       | Rimbalzi   | 10 Pellegrino                        |
| Gennaro Di Carlo                | Allenatori | Matteo Boniciolli                    |

| Arbitri: | Enrico Bartoli (Trieste) Stefano De Biase (Udine) Matteo Roiaz (Muggia) |

|                                 |            |                             |
| Johnson 22 Anderson 16 Grant 14 | Punti      | 26 Corbett 20 Epps 13 Renzi |
| Anderson, Rosselli 6            | Assist     | 5 Spanghero                 |
| Grant, Johnson 6                | Rimbalzi   | 9 Epps                      |
| Alessandro Ramagli              | Allenatori | Fabio Corbani               |

| Arbitri: | Enrico Boscolo Nale (Chioggia) Mattia Martellosio (Buccinasco) Chiara Maschietto (Treviso) |

|                              |            |                                                        |
| Corbett 16 Rupil 13 Renzi 11 | Punti      | 17 Laganà 10 Iannuzzi 9 Saladini, Stojanović, Thompson |
| Giordano 5                   | Assist     | 4 Laganà                                               |
| Epps 9                       | Rimbalzi   | 7 Cortese, Stojanović                                  |
| Fabio Corbani                | Allenatori | Gennaro Di Carlo                                       |

| Arbitri: | Stefano Wassermann (Trieste) Moreno Almerigogna (Trieste) Salvatore Nuara (Treviso) |

|                                    |            |                                           |
| Walters 15 Giuri 14 Cappelletti 12 | Punti      | 13 Grant 12 Candussi, Udom 6 Caroti, Pini |
| Italiano 4                         | Assist     | 4 Anderson                                |
| Walters 9                          | Rimbalzi   | 6 Grant                                   |
| Matteo Boniciolli                  | Allenatori | Alessandro Ramagli                        |

| Arbitri: | Alberto Perocco (Ponzano Veneto) Alberto Morassutti (Sassari) Massimiliano Spessot (Romans d'Isonzo) |

|                               |            |                                                       |
| Udom 20 Candussi 19 Caroti 17 | Punti      | 17 Stojanović 12 Iannuzzi, Laganà 8 Cortese, Saladini |
| Rosselli, Anderson 4          | Assist     | 3 Stojanović                                          |
| Rosselli 10                   | Rimbalzi   | 6 Iannuzzi                                            |
| Alessandro Ramagli            | Allenatori | Gennaro Di Carlo                                      |

| Arbitri: | Enrico Bartoli (Trieste) Nicholas Pellicani (Ronchi dei Legionari) Matteo Roiaz (Muggia) |

|                                 |            |                                                            |
| Renzi 16 Corbett 12 Spanghero 9 | Punti      | 19 Cappelletti 15 Esposito 13 Pellegrino, Lautier-Ogunleye |
| Rupil, Sandri, Spanghero 2      | Assist     | 5 Cappelletti, Lautier-Ogunleye                            |
| Epps 9                          | Rimbalzi   | 7 Walters                                                  |
| Fabio Corbani                   | Allenatori | Matteo Boniciolli                                          |

### Girone Rosso
| Pos | Squadra             | G | V | P | PF  | PS  | DP  | Pt | Qualificazione |
| --- | ------------------- | - | - | - | --- | --- | --- | -- | -------------- |
| 1   | Benedetto XIV Cento | 3 | 3 | 0 | 245 | 229 | +16 | 6  | Qualificata    |
| 2   | Kleb Ferrara        | 3 | 2 | 1 | 266 | 254 | +12 | 4  |                |
| 3   | Basket Ravenna      | 3 | 1 | 2 | 218 | 238 | −20 | 2  |                |
| 4   | Pall. Forlì 2.015   | 3 | 0 | 3 | 249 | 257 | −8  | 0  |                |

#### Calendario
| Arbitri: | Alessandro Tirozzi (Bologna) Umberto Tallon (Bologna) Alessandro Saraceni (Zola Predosa) |

|                                 |            |                               |
| Tomassini 16 Barnes 15 James 11 | Punti      | 20 Mayfield 16 Fabi 10 Pacher |
| James 5                         | Assist     | 4 Zampini                     |
| Berti, James 7                  | Rimbalzi   | 8 Mayfield, Petrović          |
| Matteo Mecacci                  | Allenatori | Spiro Leka                    |

| Arbitri: | Alessio Dionisi (Fabriano) Simone Patti (Montesilvano) Daniele Calella (Bologna) |

|                                     |            |                                 |
| Cinciarini 20 Tilghman 13 Denegri 8 | Punti      | 14 Pullazi 13 Bruttini 8 Bolpin |
| Tilghman 3                          | Assist     | 3 Carroll                       |
| Berdini, Tilghman 7                 | Rimbalzi   | 11 Palumbo                      |
| Mattia Filanti                      | Allenatori | Sandro Dell'Agnello             |

| Arbitri: | Francesco Terranova (Ferrara) Michele Centonza (Grottammare) Fabio Bonotto (Ravenna) |

|                                  |            |                                |
| Hayes 24 Carroll 19 Benvenuti 15 | Punti      | 22 James 16 Tomassini 15 Zilli |
| Bolpin 3                         | Assist     | 6 Gasparin, Tomassini          |
| Natali 5                         | Rimbalzi   | 9 Berti                        |
| Sandro Dell'Agnello              | Allenatori | Matteo Mecacci                 |

| Arbitri: | Andrea Masi (Firenze) Nicholas Pellicani (Ronchi dei Legionari) Edoardo Ugolini (Forlì) |

|                                                            |            |                                      |
| Zampini 18 Petrović 15 Mayfield, Pacher, Panni, Vildera 11 | Punti      | 21 Tilghman 18 Cinciarini 16 Berdini |
| Mayfield 7                                                 | Assist     | 4 Tilghman                           |
| Vildera 10                                                 | Rimbalzi   | 9 Simioni                            |
| Spiro Leka                                                 | Allenatori | Mattia Filanti                       |

| Arbitri: | Stefano Ursi (Livorno) Jacopo Pazzaglia (Pesaro) Luca Bartolini (Fano) |

|                                 |            |                                   |
| Carroll 27 Pullazi 24 Bolpin 19 | Punti      | 26 Petrović 24 Pacher 21 Mayfield |
| Hayes 5                         | Assist     | 6 Mayfield, Pacher                |
| Pullazi 7                       | Rimbalzi   | 10 Petrović                       |
| Sandro Dell'Agnello             | Allenatori | Spiro Leka                        |

| Arbitri: | Enrico Boscolo Nale (Chioggia) Umberto Tallon (Bologna) Nicolò Bertuccioli (Pesaro) |

|                                                       |            |                                       |
| Sullivan 15 Cinciarini 14 Denegri, Oxilia, Simioni 12 | Punti      | 15 James, Barnes 13 Gasparin 11 Zilli |
| Oxilia 4                                              | Assist     | 6 James                               |
| Sullivan 7                                            | Rimbalzi   | 9 Zilli                               |
| Mattia Filanti                                        | Allenatori | Matteo Mecacci                        |

### Girone Azzurro
| Pos | Squadra           | G | V | P | PF  | PS  | DP | Pt | Qualificazione |
| --- | ----------------- | - | - | - | --- | --- | -- | -- | -------------- |
| 1   | Pistoia Basket    | 3 | 2 | 1 | 220 | 215 | +5 | 4  | Qualificata    |
| 2   | San Giobbe Chiusi | 3 | 2 | 1 | 226 | 218 | +8 | 4  |                |
| 3   | Pall. Trapani     | 3 | 1 | 2 | 216 | 222 | −6 | 2  |                |
| 4   | Orlandina         | 3 | 1 | 2 | 254 | 261 | −7 | 2  |                |

#### Calendario
| Arbitri: | Andrea Masi (Firenze) Marco Marzulli (Pisa) Marco Attard (Firenze) |

|                               |            |                                   |
| Mollura 21 Wiggs 17 Palermo 9 | Punti      | 22 Johnson 14 Saccaggi 12 Riismaa |
| Childs, Tomasini, Wiggs 2     | Assist     | 3 Saccaggi, Wheatle               |
| Childs 12                     | Rimbalzi   | 7 Johnson, Wheatle                |
| Daniele Parente               | Allenatori | Nicola Brienza                    |

| Arbitri: | Andrea Chersicla (Oggiono) Sebastiano Tarascio (Priolo Gargallo) Luca Attard (Priolo Gargallo) |

|                        |            |                                 |
| Mack 24 King 17 Gay 16 | Punti      | 27 Wilson 18 Musso 16 Raffaelli |
| King, Laganà 4         | Assist     | 8 Musso                         |
| King 10                | Rimbalzi   | 8 Wilson                        |
| Marco Cardani          | Allenatori | Giovanni Bassi                  |

| Arbitri: | Mauro Moretti (Marsciano) Claudio Di Toro (Perugia) Gian Lorenzo Miniati (Firenze) |

|                                        |            |                               |
| Medford 19 Criconia 14 Musso, Wilson 8 | Punti      | 18 Wiggs 17 Childs 12 Mollura |
| Medford, Mei 3                         | Assist     | 5 Childs, Palermo             |
| Wilson 11                              | Rimbalzi   | 12 Childs                     |
| Giovanni Bassi                         | Allenatori | Daniele Parente               |

| Arbitri: | Stefano Ursi (Livorno) Umberto Tallon (Bologna) Daniele Calella (Bologna) |

|                                      |            |                                |
| Saccaggi 21 Riismaa 15 Del Chiaro 14 | Punti      | 17 King 15 Gay, Mack 13 Laganà |
| Della Rosa 4                         | Assist     | 4 Mack                         |
| Wheatle 10                           | Rimbalzi   | 10 Diouf                       |
| Nicola Brienza                       | Allenatori | Marco Cardani                  |

| Arbitri: | Duccio Maschio (Firenze) Alessandro Costa (Livorno) Fabio Bonotto (Ravenna) |

|                                     |            |                                    |
| Johnson 19 Wheatle 16 Del Chiaro 10 | Punti      | 19 Medford 15 Wilson 12 Ancellotti |
| Johnson, Saccaggi, Wheatle 4        | Assist     | 6 Medford                          |
| Del Chiaro 11                       | Rimbalzi   | 15 Wilson                          |
| Nicola Brienza                      | Allenatori | Giovanni Bassi                     |

| Arbitri: | Michele Capurro (Reggio Calabria) Francesco Praticò (Reggio Calabria) Luca Attard (Priolo Gargallo) |

|                                 |            |                                 |
| Childs 19 Palermo 16 Mollura 15 | Punti      | 27 King 13 Laganà 10 Poser, Gay |
| Wiggs 5                         | Assist     | 6 Gay                           |
| Childs 13                       | Rimbalzi   | 8 King                          |
| Daniele Parente                 | Allenatori | Marco Cardani                   |

### Girone Bianco
| Pos | Squadra        | G | V | P | PF  | PS  | DP | Pt | Qualificazione |
| --- | -------------- | - | - | - | --- | --- | -- | -- | -------------- |
| 1   | San Severo     | 3 | 2 | 1 | 224 | 222 | +2 | 4  | Qualificata    |
| 2   | Janus Fabriano | 3 | 2 | 1 | 226 | 225 | +1 | 4  |                |
| 3   | Chieti 1974    | 3 | 1 | 2 | 208 | 213 | −5 | 2  |                |
| 4   | Nardò Basket   | 3 | 1 | 2 | 225 | 223 | +2 | 2  |                |

#### Calendario
| Arbitri: | Jacopo Pazzaglia (Pesaro) Michele Centonza (Grottammare) Luca Bartolini (Fano) |

|                                    |            |                                      |
| Marulli, Smith 17 Thioune 14 Davis | Punti      | 15 Meluzzi 12 Jackson 11 Tsetserukou |
| Smith 6                            | Assist     | 2 Bartoli, Jackson, Woldetensae      |
| Benetti, Thioune                   | Rimbalzi   | 8 Tsetserukou                        |
| Lorenzo Pansa                      | Allenatori | Massimo Maffezzoli                   |

| Arbitri: | Angelo Caforio (Brindisi) Antonio Bartolomeo (Lecce) Christian Mottola (Taranto) |

|                                           |            |                                       |
| Poletti 16 Thomas 14 Ferguson, Leonzio 12 | Punti      | 27 Sabin 13 Moretti 8 Serpilli, Tortù |
| Ferguson 7                                | Assist     | 4 Sabin, Tortù                        |
| Thomas 8                                  | Rimbalzi   | 9 Moretti                             |
| Marco Gandini                             | Allenatori | Luca Bechi                            |

| Arbitri: | Alessio Dionisi (Fabriano) Fabio Ferretti (Nereto) Nicolò Bertuccioli (Pesaro) |

|                                         |            |                                  |
| Ancrum 14 Meluzzi 12 Dincic, Jackson 11 | Punti      | 27 Thomas 17 Poletti 14 Ferguson |
| Massimo Maffezzoli                      | Allenatori | Marco Gandini                    |

| Arbitri: | Simone Patti (Montesilvano) Pasquale Pecorella (Trani) Vincenzo Di Martino (Santa Maria la Carità) |

|                              |            |                              |
| Sabin 21 Moretti 15 Tortù 12 | Punti      | 25 Davis 18 Smith 14 Thioune |
| Sabatino 4                   | Assist     | 4 Smith                      |
| Moretti 9                    | Rimbalzi   | 9 Benetti                    |
| Luca Bechi                   | Allenatori | Lorenzo Pansa                |

| Arbitri: | Alberto Scrima (Catanzaro) Antonio Bartolomeo (Lecce) Christian Mottola (Taranto) |

|                                 |            |                              |
| Thomas 25 Poletti 15 Leonzio 14 | Punti      | 28 Smith 15 Davis 11 Benetti |
| Burini 5                        | Assist     | 2 Davis, Marulli, Smith      |
| Poletti 12                      | Rimbalzi   | 12 Thioune                   |
| Marco Gandini                   | Allenatori | Lorenzo Pansa                |

| Arbitri: | Angelo Caforio (Brindisi) Nicolo Beneduce (Caserta) Gianfranco Ciaglia (Caserta) |

|                               |            |                                 |
| Sabin 27 Tortù 16 Serpilli 10 | Punti      | 18 Ancrum 17 Meluzzi 10 Jackson |
| Sabatino, Sabin 6             | Assist     | 3 Meluzzi                       |
| Piccoli 7                     | Rimbalzi   | 10 Jackson                      |
| Luca Bechi                    | Allenatori | Massimo Maffezzoli              |

### Girone Arancione
| Pos | Squadra         | G | V | P | PF  | PS  | DP  | Pt | Qualificazione |
| --- | --------------- | - | - | - | --- | --- | --- | -- | -------------- |
| 1   | Scafati Basket  | 3 | 3 | 0 | 263 | 188 | +75 | 6  | Qualificata    |
| 2   | Latina Basket   | 3 | 2 | 1 | 237 | 230 | +7  | 4  |                |
| 3   | Eurobasket Roma | 3 | 1 | 2 | 214 | 242 | −28 | 2  |                |
| 4   | Stella Azzurra  | 3 | 0 | 3 | 219 | 273 | −54 | 0  |                |

#### Calendario
| Arbitri: | Mauro Moretti (Marsciano) Alex D'Amato (Tivoli) Valerio Salustri (Roma) |

|                               |            |                                     |
| Davis 19 Pepe 16 Cicchetti 11 | Punti      | 26 Henderson 17 Fall 11 Dambrauskas |
| Schina 9                      | Assist     | 6 Passera                           |
| Cicchetti 9                   | Rimbalzi   | 11 Bozzetto                         |
| Damiano Pilot                 | Allenatori | Franco Gramenzi                     |

| Arbitri: | Gianluca Gagliardi (Anagni) Nicola Beneduce (Caserta) Vincenzo Di Martino (Santa Maria la Carità) |

|                                        |            |                                  |
| Daniel 14 Monaldi 13 Clarke, Raucci 12 | Punti      | 20 Raspino 11 Jackson 10 Nikolić |
| Monaldi 5                              | Assist     | 3 Marciuš, Menalo                |
| Raucci 6                               | Rimbalzi   | 9 Menalo                         |
| Alessandro Rossi                       | Allenatori | Daniele Camponeschi              |

| Arbitri: | Daniele Valleriani (Ferentino) Gianfranco Ciaglia (Caserta) Andrea Longobucco (Ciampino) |

|                                         |            |                                                   |
| Henderson 16 Mouaha 12 Bozzetto, Fall 8 | Punti      | 16 Monaldi 11 Ikangi 10 Ambrosin, Clarke, Rossato |
| Veronesi 3                              | Assist     | 4 Clarke, Cucci                                   |
| Fall 9                                  | Rimbalzi   | 9 Raucci                                          |
| Franco Gramenzi                         | Allenatori | Alessandro Rossi                                  |

| Arbitri: | Duccio Maschio (Firenze) Lorenzo Lupelli (Aprilia) Marco Attard (Firenze) |

|                                |            |                                     |
| Jackson 25 Marciuš 13 Rullo 11 | Punti      | 18 Hill 16 Davis, Pepe 15 Cicchetti |
| Nikolić 5                      | Assist     | 6 Schina                            |
| Marciuš 7                      | Rimbalzi   | 7 Pepe                              |
| Daniele Camponeschi            | Allenatori | Damiano Pilot                       |

| Arbitri: | Gianluca Gagliardi (Anagni) Claudio Di Toro (Perugia) Vladislav Doronin (Perugia) |

|                                        |            |                                        |
| Fall 21 Durante, Mouaha 14 Radonjic 12 | Punti      | 24 Jackson 12 Menalo, Rullo 9 Barbante |
| Franco Gramenzi                        | Allenatori | Daniele Camponeschi                    |

| Arbitri: | Fabio Ferretti (Nereto) Alex D'Amato (Tivoli) Gian Lorenzo Miniati (Firenze) |

|                                      |            |                                 |
| Davis 22 Hill 15 Cicchetti, Schina 6 | Punti      | 14 Ambrosin 13 Raucci 11 Daniel |
| Cicchetti 2                          | Assist     | 4 Clarke, Daniel, Monaldi       |
| Davis 8                              | Rimbalzi   | 7 Daniel                        |
| Damiano Pilot                        | Allenatori | Alessandro Rossi                |

## Fase Finale

### Tabellone
|  | Quarti di finale 24 settembre | Quarti di finale 24 settembre | Quarti di finale 24 settembre |                |                | Semifinali 25 settembre | Semifinali 25 settembre | Semifinali 25 settembre |  |  | Finale 26 settembre | Finale 26 settembre | Finale 26 settembre |
|  |                               |                               |                               |                |                |                         |                         |                         |  |  |                     |                     |                     |
|  |                               | Monferrato Basket             | 66                            |                |                |                         |                         |                         |  |  |                     |                     |                     |
|  |                               | Blu Treviglio                 | 76                            |                |                |                         |                         |                         |  |  |                     |                     |                     |
|  |                               | Blu Treviglio                 | 76                            |                | Blu Treviglio  | 84                      |                         |                         |  |  |                     |                     |                     |
|  |                               |                               |                               |                | Blu Treviglio  | 84                      |                         |                         |  |  |                     |                     |                     |
|  |                               |                               | Amici Pall. Udinese           | 73             |                |                         |                         |                         |  |  |                     |                     |                     |
|  |                               | Amici Pall. Udinese           | Amici Pall. Udinese           | 73             | 62             |                         |                         |                         |  |  |                     |                     |                     |
|  |                               | Amici Pall. Udinese           |                               |                | 62             |                         |                         |                         |  |  |                     |                     |                     |
|  |                               | Benedetto XIV Cento           | 49                            |                |                |                         |                         |                         |  |  |                     |                     |                     |
|  |                               |                               |                               |                |                |                         |                         |                         |  |  |                     | Blu Treviglio       | 70                  |
|  |                               |                               |                               | Pistoia Basket | 76             |                         |                         |                         |  |  |                     |                     |                     |
|  |                               | Pistoia Basket                | 81                            |                |                |                         |                         |                         |  |  |                     |                     |                     |
|  |                               | San Severo                    | 71                            |                |                |                         |                         |                         |  |  |                     |                     |                     |
|  |                               | San Severo                    | 71                            |                | Pistoia Basket | 77                      |                         |                         |  |  |                     |                     |                     |
|  |                               |                               |                               |                | Pistoia Basket | 77                      |                         |                         |  |  |                     |                     |                     |
|  |                               |                               | San Giobbe Chiusi             | 69             |                |                         |                         |                         |  |  |                     |                     |                     |
|  |                               | Scafati Basket                | San Giobbe Chiusi             | 69             | 71             |                         |                         |                         |  |  |                     |                     |                     |
|  |                               | Scafati Basket                |                               |                | 71             |                         |                         |                         |  |  |                     |                     |                     |
|  |                               | San Giobbe Chiusi             | 74                            |                |                |                         |                         |                         |  |  |                     |                     |                     |

### Quarti di finale
| Arbitri: | Enrico Boscolo Nale (Chioggia) Daniele Yang Yao (Vigasio) Angelo Bramante (San Martino Buon Albergo) |

|                                 |            |                               |
| Johnson 21 Saccaggi 18 Magro 12 | Punti      | 18 Serpilli 16 Sabin 10 Berra |
| Della Rosa, Saccaggi 5          | Assist     | 5 Moretti                     |
| Del Chiaro 8                    | Rimbalzi   | 8 Serpilli                    |
| Nicola Brienza                  | Allenatori | Luca Bechi                    |

| Arbitri: | Enrico Bartoli (Trieste) Nicholas Pellicani (Ronchi dei Legionari) Moreno Almerigogna (Trieste) |

|                               |            |                                        |
| Valentini 17 Sarto 15 Okeke 8 | Punti      | 23 Potts 15 Rodríguez 14 Langston      |
| Valentini 3                   | Assist     | 2 Langston, Miaschi, Sacchetti, Venuto |
| Williams 6                    | Rimbalzi   | 7 Langston, Lupusor                    |
| Andrea Valentini              | Allenatori | Michele Carrea                         |

| Arbitri: | Stefano Wassermann (Trieste) Salvatore Nuara (Treviso) Stefano De Biase (Udine) |

|                                  |            |                                           |
| Clarke 17 Monaldi 15 Ambrosin 13 | Punti      | 16 Medford 15 Pollone 12 Criconia, Wilson |
| Ambrosin, Cucci, Ikangi 2        | Assist     | 4 Medford                                 |
| Cucci, Daniel 7                  | Rimbalzi   | 12 Wilson                                 |
| Alessandro Rossi                 | Allenatori | Giovanni Bassi                            |

| Arbitri: | Gabriele Gagno (Spresiano) Alberto Perocco (Ponzano Veneto) Massimiliano Spessot (Romans d'Isonzo) |

|                                                         |            |                                              |
| Giuri 18 Lautier-Ogunleye 11 Cappelletti, Pellegrino 10 | Punti      | 12 Barnes, James 7 Gasparin, Ranuzzi 6 Zilli |
| Cappelletti 4                                           | Assist     | 4 James                                      |
| Esposito 7                                              | Rimbalzi   | 6 Zilli                                      |
| Matteo Boniciolli                                       | Allenatori | Matteo Mecacci                               |

### Semifinali
| Arbitri: | Marco Rudellat (Nuoro) Fabio Ferretti (Nereto) Jacopo Pazzaglia (Pesaro) |

|                                            |            |                                        |
| Johnson 20 Wheatle 12 Riismaa, Saccaggi 10 | Punti      | 14 Pollone 12 Wilson 10 Medford, Musso |
| Riismaa, Saccaggi 3                        | Assist     | 5 Medford                              |
| Magro 7                                    | Rimbalzi   | 4 Wilson                               |
| Nicola Brienza                             | Allenatori | Giovanni Bassi                         |

| Arbitri: | Daniele Valleriani (Ferentino) Paolo Puccini (Genova) Alessandro Costa (Livorno) |

|                                        |            |                                           |
| Langston 15 Potts, Reati 14 Miaschi 13 | Punti      | 16 Cappelletti 14 Pellegrino 13 Antonutti |
| Rodríguez 4                            | Assist     | 6 Cappelletti                             |
| Langston, Potts 4                      | Rimbalzi   | 6 Pellegrino                              |
| Michele Carrea                         | Allenatori | Matteo Boniciolli                         |

### Finale
| Arbitri: | Alessandro Tirozzi (Bologna) Francesco Terranova (Ferrara) Michele Centonza (Grottammare) |

|                                                    |            |                                     |
| Johnson 29 Riismaa 11 Del Chiaro, Magro, Wheatle 8 | Punti      | 20 Langston 13 Bogliardi 11 Miaschi |
| Saccaggi 6                                         | Assist     | 6 Rodríguez                         |
| Magro, Wheatle 7                                   | Rimbalzi   | 8 Langston, Lupusor                 |
| Nicola Brienza                                     | Allenatori | Michele Carrea                      |

| Quintetto titolare | Quintetto titolare | Quintetto titolare  | Pt   | Rim  | Ass  |
| ------------------ | ------------------ | ------------------- | ---- | ---- | ---- |
| P                  | 22                 | Jazz Johnson        | 29   | 3    | 3    |
| P                  | 15                 | Lorenzo Saccaggi    | 5    | 2    | 6    |
| GA                 | 25                 | Joonas Riismaa      | 11   | 8    | 1    |
| AP                 | 24                 | Carl Wheatle        | 8    | 7    | 2    |
| C                  | 18                 | Daniele Magro       | 8    | 7    | 2    |
| Panchina:          |                    |                     |      |      |      |
| P                  | 0                  | Simone Caglio       | n.e. | n.e. | n.e. |
| P                  | 2                  | Gianluca Della Rosa | 5    | 0    | 0    |
| A                  | 12                 | Milos Divac         | 2    | 1    | 0    |
| C                  | 16                 | Angelo Del Chiaro   | 8    | 3    | 1    |
| G                  | 19                 | Gregorio Allinei    | n.e. | n.e. | n.e. |
| Allenatore:        |                    |                     |      |      |      |
| Nicola Brienza     |                    |                     |      |      |      |

| Pistoia |  | Treviglio |

| Pistoia     | Statistiche        | Treviglio   |
| ----------- | ------------------ | ----------- |
|             | Statistiche        |             |
| 16/30 (53%) | Tiro da 2          | 15/34 (44%) |
| 6/23 (26%)  | Tiro da 3          | 8/25 (32%)  |
| 26/29 (90%) | Tiri liberi        | 16/25 (64%) |
| 5           | Rimbalzi offensivi | 11          |
| 29          | Rimbalzi difensivi | 28          |
| 34          | Rimbalzi totali    | 39          |
| 15          | Assist             | 15          |
| 12          | Palle perse        | 16          |
| 10          | Palle rubate       | 5           |
| 0           | Stoppate           | 0           |
| 24          | Falli              | 18          |

| Quintetto titolare | Quintetto titolare | Quintetto titolare  | Pt   | Rim  | Ass  |
| ------------------ | ------------------ | ------------------- | ---- | ---- | ---- |
| P                  | 30                 | Yancarlos Rodríguez | 5    | 0    | 6    |
| P                  | 16                 | Marco Venuto        | 0    | 0    | 1    |
| G                  | 1                  | Giddy Potts         | 7    | 4    | 0    |
| A                  | 14                 | Brian Sacchetti     | 2    | 4    | 0    |
| C                  | 7                  | Wayne Langston      | 20   | 8    | 3    |
| Panchina:          |                    |                     |      |      |      |
| C                  | 0                  | Riccardo Agbortabi  | n.e. | n.e. | n.e. |
| G                  | 8                  | Davide Reati        | 2    | 4    | 2    |
| G                  | 11                 | Federico Miaschi    | 11   | 4    | 0    |
| P                  | 12                 | Matteo Bogliardi    | 13   | 3    | 2    |
| A                  | 13                 | Ursulo D'Almeida    | 4    | 1    | 0    |
| A                  | 18                 | Soma Abati Tourè    | n.e. | n.e. | n.e. |
| A                  | 77                 | Ion Lupusor         | 6    | 8    | 1    |
| Allenatore:        |                    |                     |      |      |      |
| Michele Carrea     |                    |                     |      |      |      |